# Aníbal Alzate
Aníbal Alzate Sosa (Medellín, 1933. január 31. – Ibagué, 2016. március 31.) válogatott kolumbiai labdarúgó, hátvéd.

## Pályafutása
1955 és 1967 között a Deportes Tolima labdarúgója volt. 1961 és 1963 között kilenc alkalommal szerepelt a kolumbiai válogatottban. Részt vett az 1962-es chilei világbajnokságon és két találkozón lépett pályára.